# Афанасіївська сільська рада
Афанасі́ївська сільська́ ра́да — орган місцевого самоврядування у Снігурівському районі Миколаївської області. Адміністративний центр — село Афанасіївка.

## Загальні відомості
- Населення ради: 1 471 особа (станом на 2001 рік)

## Населені пункти
Сільській раді підпорядковані населені пункти:
- с. Афанасіївка
- с. Юр'ївка

## Склад ради
Рада складається з 16 депутатів та голови.
- Голова ради: Хомко Василь Юрійович
- Секретар ради: Онуфрієва Наталія Леонтіївна

### Керівний склад попередніх скликань
| Прізвище, ім'я, по батькові | Основні відомості                                                         | Дата обрання | Дата звільнення |
| --------------------------- | ------------------------------------------------------------------------- | ------------ | --------------- |
| Войцешин Віктор Миколайович | Сільський голова, 1953 року народження, безпартійний                      | 26.03.2006   | 31.10.2010      |
| Хомко Василь Юрійович       | Сільський голова, 1960 року народження, освіта вища, член Партії регіонів | 31.10.2010   |                 |

Примітка: таблиця складена за даними сайту Верховної Ради України

### Депутати
За результатами місцевих виборів 2010 року депутатами ради стали:

#### За суб'єктами висування
| Суб'єкт висування                 | Кількість обраних депутатів | %    |
| --------------------------------- | --------------------------- | ---- |
| Партія регіонів                   | 9                           | 56,3 |
| Самовисування                     | 4                           | 25   |
| Комуністична партія України       | 2                           | 12,5 |
| Політична партія «Сильна Україна» | 1                           | 6,3  |

#### За округами
| № округу                          | Прізвище, ім'я, по батькові       | Дата визнання обраним | Освіта             | Партійна приналежність                  | Відомості про обраного депутата                           |
| --------------------------------- | --------------------------------- | --------------------- | ------------------ | --------------------------------------- | --------------------------------------------------------- |
| Комуністична партія України       |                                   |                       |                    |                                         |                                                           |
| 9                                 | Стоян Тетяна Іванівна             | 08.11.2010            | вища               | член Комуністичної партії України       | Юріївська загальноосвітня школа, вчитель                  |
| 12                                | Шапір Сергій Вікторович           | 08.11.2010            | середня спеціальна | позапартійний                           | тимчасово не працює                                       |
| Партія регіонів                   |                                   |                       |                    |                                         |                                                           |
| 2                                 | Дзюбак Оксана Григорівна          | 08.11.2010            | вища               | член Партії регіонів                    | тимчасово не працює                                       |
| 3                                 | Гуліда Галина Миколаївна          | 08.11.2010            | середня            | член Партії регіонів                    | тимчасово не працює                                       |
| 4                                 | Бічуріна Ольга Андріївна          | 08.11.2010            | середня спеціальна | член Партії регіонів                    | тимчасово не працює                                       |
| 5                                 | Хомко Станіслав Васильович        | 08.11.2010            | середня            | член Партії регіонів                    | СП «Нібулон», тракторист                                  |
| 11                                | Комаренко Олександр Владиславович | 08.11.2010            | середня            | член Партії регіонів                    | СТО, слюсар                                               |
| 13                                | Попова Наталія Романівна          | 08.11.2010            | середня            | член Партії регіонів                    | тимчасово не працює                                       |
| 14                                | Шаповалова Наталія Миколаївна     | 08.11.2010            | вища               | член Партії регіонів                    | Афанасіївська сільська рада, бухгалтер                    |
| 15                                | Ковальок Оксана Сергіївна         | 08.11.2010            | середня спеціальна | член Партії регіонів                    | тимчасово не працює                                       |
| 16                                | Глущенко Олена Олександрівна      | 10.01.2011            | середня            | член Партії регіонів                    | тимчасово не працює                                       |
| Політична партія «Сильна Україна» |                                   |                       |                    |                                         |                                                           |
| 6                                 | Шкварун Тамара Дмитрівна          | 08.11.2010            | середня спеціальна | член Політичної партії «Сильна Україна» | пенсіонер                                                 |
| Самовисування                     |                                   |                       |                    |                                         |                                                           |
| 1                                 | Трофименко Людмила Василівна      | 08.11.2010            | середня спеціальна | позапартійна                            | Філія Снігурівського ВАТЕК «Миколаївобленерго», контролер |
| 7                                 | Карлюка Алла Іванівна             | 08.11.2010            | вища               | позапартійна                            | Афанасіївська сільська рада, діловод                      |
| 8                                 | Онуфрієва Наталія Леонтіївна      | 08.11.2010            | вища               | позапартійна                            | Афанасіївська сільська рада, секретар                     |
| 10                                | Понуренко Валентина Павлівна      | 08.11.2010            | середня спеціальна | позапартійна                            | пенсіонер                                                 |